# Нігмат
Німатулла, також пишеться Ні'матуллах, Нематолла тощо (араб. نعمة الله) — арабське чоловіче ім'я.
'Нігмат (тат. Нігмәт) — Негмат (узб. Negmat) — Нігмет (Ниғмет) — Немет (азерб. Nemət) — Німет (тур. Nimet) — Ніамат' (ар. نعمت — благо, дар, милосердя) — чоловіче ім'я арабсько-перського походження. У різних мовах має різні особливості вимови та транскрипції.

## Етимологія
Похідне ім'я Німатула (ар. نعمة الله) семантично є аналогом грецького імені дав.-гр. Θεόδωρος, буквально «дарований Богом», «Божий дар» (Феодор, Федор ) і має особливе поширення в Ірані та серед арабів християн.
На відміну від перської «Німа», незалежно від того, чи вживається як ім'я чоловічого і зазвичай жіночого роду, можливо, воно походить від сусіднього арабського іменника-прикметника «<великий»>نِعْمَة — ni'mah / ni'amah" — основне значення: «благословення» або інші значення: «достаток; благодійність; благодійність; благословення; благо; прихильність; милість; доброта», наприклад, менш складне мусульманське ім'я чоловічого роду, наприклад "نِعْمَةُ ٱلله — «Ni'mat'Ullah / Ni'amat'Ullah — Благословення Аллаха (Бога)» або другорядне значення в наступному реченні пояснюється. Однак цей «نِعْمَة — ni'mah / ni'amah», позначений і на який посилається в Коран, мається на увазі як «милість / благодать Аллаха (Бога)».

## Відомі носії імені
- Шах Німатулла Валі (1330—1431) — ісламський учений і суфійський поет.
- Ігнатій Німаталла (прибл. 1515–1587) — сирійський православний патріарх Антіохії.
- Німат Аллах аль-Хараві (1613—1630) — вчений Великих Моголів.
- Нематолла Джазаєрі (1640—1700) — ісламський учений.
- Найматулла Хан (1930—2020) — пакистанський політик і мер Карачі (Пакистан).
- Німатулла Касаб (прибл. 1808–1858) — ліванський маронітський католицький святий.
- Хадж Нематолла (1871—1919) — іранський вчений.
- Нематолла Нассірі (1911—1979) — іранський політик і дипломат.
- Нематолла Салехі Наджафабаді (1923/24–2006) — іранський священнослужитель.
- Нематолла Горджі (1926—2000) — іранський актор.
- Нематолла Агасі (1939—2005) — іранський співак.
- Нематулло Куттібоєв (нар. 1973) — узбецький футболіст.
- Нематулла Шахрані (нар. 1941) — афганський вчений і політик.
- Немат (бойовик), узбецько-афганський бойовик.
- Нурмаков Нигмет Нурмакович (1895—1937) — радянський партійний і державний діяч, голова Ради міністрів Казахської АРСР у 1924—1928 роках.
- Панахов Неймат Ахад-огли (нар.. 1962) — азербайджанський політичний діяч, вождь Чорного січня, активіст Народного Фронту Азербайджану.
- Юлдашев Нігматілла Тулкінович (нар. 1962) — узбецький політик.

## Населені пункти
- Нігматулліно — село у складі Альшеєвського району Башкортостану, Росія.